# Heeze
Heeze – miejscowość w holenderskiej prowincji Brabancja Północna.